# Corporate
Corporate és una pel·lícula francesa del 2017 escrita i dirigida per Nicolas Silhol. A França, la pel·lícula va rebre el reconeixement de la crítica. L'11 de desembre de 2020 es va estrenar el doblatge en català a TV3.

## Argument
L'Émilie Tesson-Hansen és una directiva brillant i freda de l'empresa Esen, un grup d'alimentació industrial. Un dels membres del seu equip ha estat intentant repetidament reunir-se amb ella. Finalment l'aborda al carrer, on ella li diu que no és desitjat a la companyia i que hauria de renunciar a la feina. Poc després, es treu la vida saltant de l'edifici. S'obre una investigació per part d'un inspector de treball. Considerada culpable per la directora de recursos humans i pels seus superiors, l'Emilie decideix evitar la presó i salvar-se. Ella revela a l'investigador els mètodes perniciosos d'assetjament i l'assetjament laboral practicats a Esen.

## Repartiment
- Céline Sallette: Émilie Tesson-Hansen
- Lambert Wilson: Stéphane Frontart, cap de recursos humans
- Violaine Fumeau: Marie Borrel, inspectora de trbeall
- Stéphane De Groodt: Vicent
- Charlie Anson: Colin Hansen, marit de l'Émilie
- Alice de Lencquesaing: Sophie, assistenta de l'Émilie
- Camille Japy: Catherine, una amiga
- Hyam Zaytoun: Patricia Suarez, assistenta de Frontcart
- Jacques Chambon: director de finances
- Arnaud Bedouët: Jean-Louis Maury
- Xavier De Guillebon: Didier Dalmat
- Edith Saulnier: Juliette Dalmat, filla de Didier
- Nathalie Sportiello: director de relacions públiques
- Pierre-Loup Silhol: Léo Hansen
- Yun Lai: un home de negocis coreà